# Volvo 850
Volvo 850 je automobil vyšší střední třídy, který v letech 1991 až 1996 vyráběla švédská automobilka Volvo Cars. Jeho designérem je Jan Wilsgaard (1989). Vyráběl se ve verzích sedan a kombi a byl prvním automobilem s předním náhonem značky Volvo, který se vyvážel do Severní Ameriky.

## Přehled

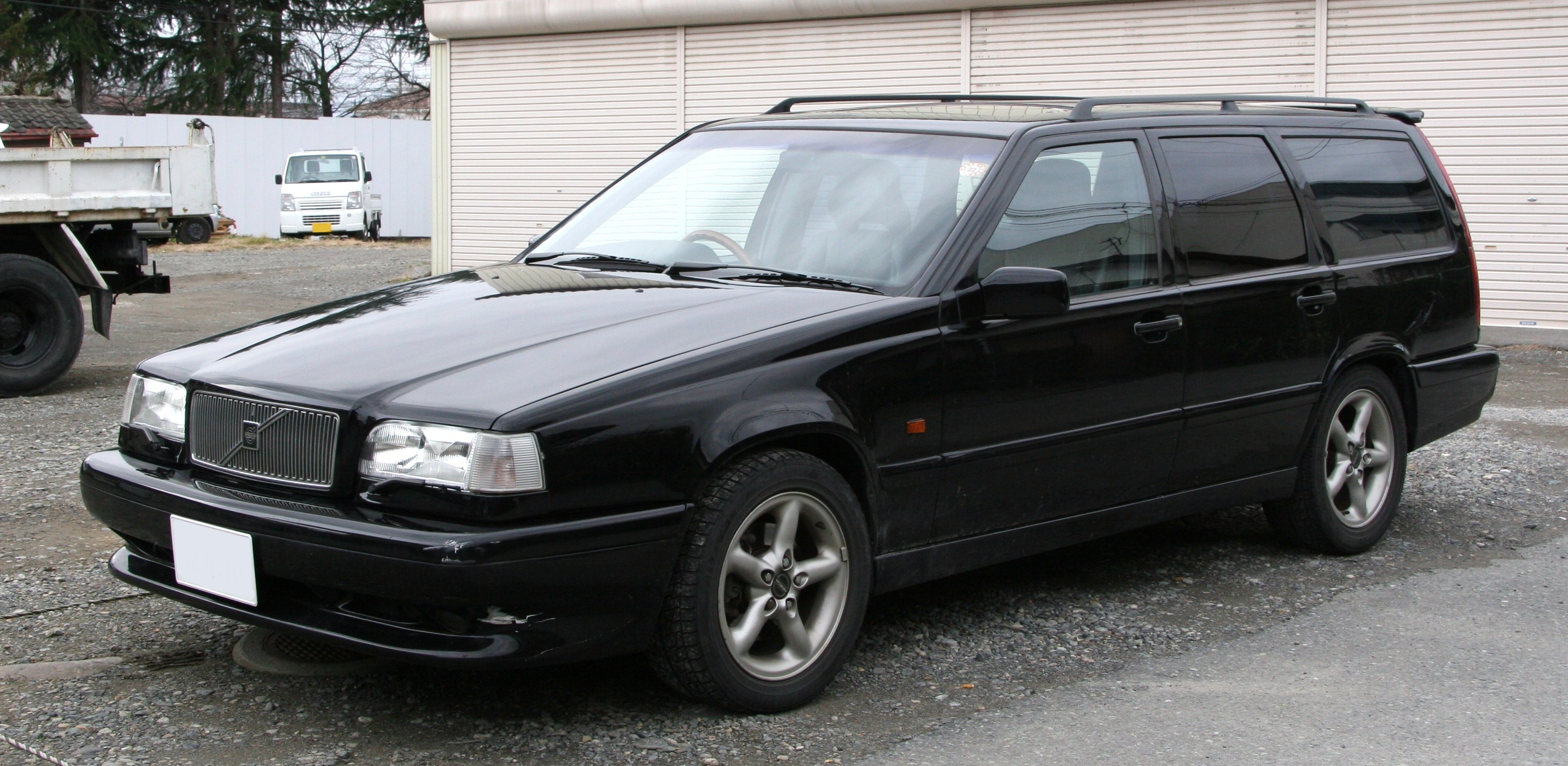
Volvo 850 Kombi

Automobil Volvo 850 byl celosvětově uveden jako model po roce 1992, avšak do USA dorazil až v modelovém roce 1993. Prodával se jako sedan a verze kombi se začala prodávat v Evropě v roce 1992. Prodával se se sloganem: "dynamický vůz se čtyřmi světovými pokroky". Mezi ně patřily: příčně uložený pětiválcový řadový motor, který poháněl přední kola, zadní náprava se vzpěrami delta-link, která kombinovala to nejlepší z vlastností závislého a nezávislého zavěšení kol, systém ochrany posádky při bočním nárazu (SIPS) a samostavitelný mechanismus předních bezpečnostních pásů.
V roce 1995 se celosvětově začala prodávat výkonná verze Volvo 850 T-5R a v roce 1996 ji nahradila verze R.

## T-5R

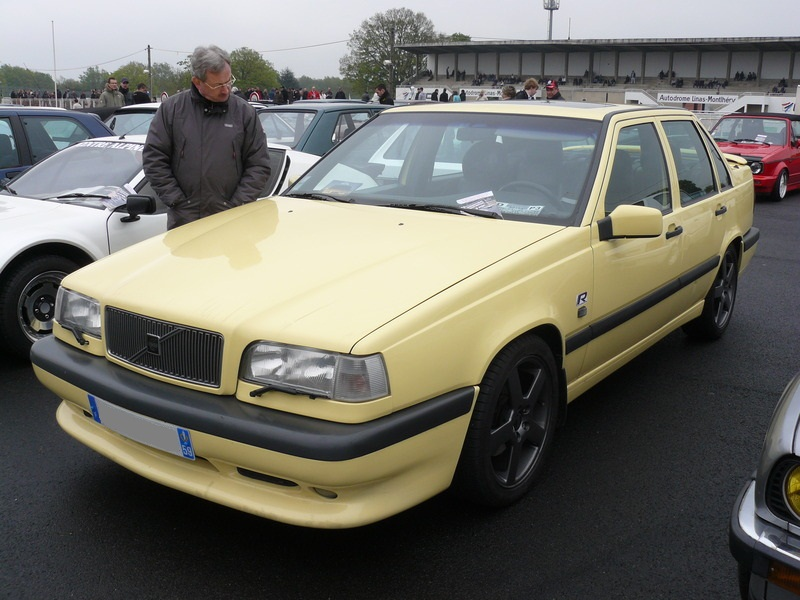
Volvo 850 T-5R

V roce 1994 (modelový rok 1995) se začal prodávat model 850 T-5R, který byl vyvinut ve spolupráci s automobilkou Porsche. Automobil byl postaven na základě verze 850 Turbo s použitím motoru B5234T3 se speciální řídící jednotkou, která zvyšovala plnicí tlak turbodmychadla o 0,1 bar, což poskytovalo motoru nárůst výkonu o 18 koní. Výkon motoru tak byl 181 kW/243 koní a točivý moment 340 Nm. Označení takto upraveného motoru je B5234T5. Výkon motoru byl přenášen prostřednictvím buďto 5stupňové manuální převodovky, nebo 4rychlostní automatické převodovky, v obou případech na přední kola. Porsche také poskytlo interiérové doplňky, jako například sedadla z alcantary (konkrétně Amaretta).
Tato verze byla známá i svou bezpečností. Verze 850 T-5R byla prvním automobilem, který ve standardní výbavě nabízel čtyři airbagy. Maximální rychlost má elektronicky omezenou na 249 km/h.
Verze 850 T-5R byla dostupná jen ve třech barevných provedeních:
- Krémová žlutá – 2537ks
- Černá – 2516ks
- Smaragdová Zelená metalíza – 1911ks

## 850 R
V roce 1996 uvedla automobilka Volvo novou výkonnou verzi modelu 850 jako náhradu úspěšné verze T-5R. Výroba verze R se konala mezi lety 1996 až 1997 a na rozdíl od verze T-5R nebyla omezena. Více zdrojů uvádí celkem přibližně 5000 až 7000 vyrobených verzí R. Mezi barevná provedení patřily Bright Red, Black Stone, Dark Grey Pearl, Dark Olive Pearl, Turquoise Pearl a Polar White.
Na omezenou dobu byla dostupná nová manuální převodovka, vyvinutá speciálně pro model 850 R (kromě amerického trhu), jejíž označení bylo M59. S ní byla montovaná vizkózní spojka a samosvorný diferenciál Torsen. Mezi další zlepšení patřily stabilizátory – přední s průměrem 20 mm a zadní o průměru 19,5 mm, tvrdší nastavení tlumičů či 7-paprskové disky kol z lehkých slitin o rozměrech 7x17 palců.

## Technické údaje
| Motor                                                          | Kód a typ motoru                                                     | Turbo                     | Vstřikování                                 | Výkon                                                                            | Točivý moment                   | Převodovka                                                                  | Výkony                                                                             |
| -------------------------------------------------------------- | -------------------------------------------------------------------- | ------------------------- | ------------------------------------------- | -------------------------------------------------------------------------------- | ------------------------------- | --------------------------------------------------------------------------- | ---------------------------------------------------------------------------------- |
| 2,0 10v                                                        | B5202 2,0 l 1984 cm³ R5 10v                                          | Ne                        | Siemens Fenix 5.2                           | 93 kW / 124 koní při 6100 ot/min                                                 | 170 Nm při 4800 ot/min          | M56 5rychlostní manuální                                                    | 0–100 km/h: 11,7 s (sedan), 11,9 s (kombi), VMax 194 km/h                          |
| 2,0 20v                                                        | B5204 2,0 l 1984 cm³ R5 20v                                          | Ne                        | Bosch LH 3.2 Jetronic *                     | 105 kW / 143 koní při 6500 ot/min                                                | 184 Nm při 3800 ot/min          | M56 5rychlostní manuální                                                    | 0–100 km/h: 10,5 s, VMax 203 km/h                                                  |
| 2,0 T-5 (pouze některé evropské země)                          | B5204T 2,0 l 1984 cm³ R5 20v Turbo                                   | Ano                       | Bosch Motronic 4.3                          | 154 kW / 207 koní při 5000 ot/min                                                | 300 Nm při 2200 ot/min          | M56 5rychlostní manuální / 4rychlostní automatická                          | 0–100 km/h: 7,7 s, VMax: 230 km/h                                                  |
| 2.0 T-5R (pouze některé evropské země)                         | B5204T3 2,0 l 1984 cm³ R5 20v Turbo                                  | Ano                       | Bosch Motronic 4.3                          | 168 kW / 228 koní při 5400 ot/min                                                | 300 Nm při 1900 ot/min          | M56 5rychlostní manuální / 4rychlostní automatická                          | 0–100 km/h: 6,5 s, VMax: 229 km/h                                                  |
| 2,3 20v (pouze některé asijské země) – Tento motor neexistuje. | B5234FS 2,3 l 2319 cm³ R5 20v                                        | Ne                        | Bosch                                       | 107 kW / 145 koní při 6500 ot/min                                                | 197 Nm při 3700 ot/min          | M56 5rychlostní manuální                                                    | 0–100 km/h: - s, VMax - km/h                                                       |
| 2,5 10v                                                        | B5252 2,4 l 2435 cm³ R5 10v                                          | Ne                        | Siemens Fenix 5.2                           | 106 kW / 142 koní při 5400 ot/min                                                | 206 Nm při 3600 ot/min          | M56 5rychlostní manuální / 4rychlostní automatická                          | VMax 203 km/h                                                                      |
| 2,5 20v                                                        | B5254 2,4 l 2435 cm³ R5 20v                                          | Ne                        | Bosch LH 3.2 Jetronic *                     | 125 kW / 170 koní při 6200 ot/min                                                | 220 Nm při 3300 ot/min          | M56 5rychlostní manuální / 4rychlostní automatická                          | 0–100 km/h: 8,9 s (sedan) 9,2 s (kombi), VMax: 216 km/h                            |
| 2,5T 2,5T AWD                                                  | B5254T 2,4L 2435 cm³ R5 20v Turbo                                    | Mitsubishi 13g turbo      | Bosch Motronic 4.3 Bosch Motronic 4.4 (AWD) | 142 kW / 190 koní při 5100 ot/min                                                | 270 Nm při 1800 ot/min          | 4rychlostní adaptivní automatická převodovka M58 5rychlostní manuální (AWD) | 2,5T 0–100 km/h: 7,8 s, VMax: 225 km/h 2,5T AWD: 0–100 km/h: 8,5 s, VMax: 220 km/h |
| T5 (Turbo)                                                     | B5234T 2,3 l 2319 cm³ R5 20v Turbo                                   | Ano (Mitsubishi TD04-15g) | Bosch Motronic 4.3                          | 165 kW / 222 koní při 5200 ot/min                                                | 340 Nm při 2000 ot/min          | M56 5rychlostní manuální / 4rychlostní adaptivní automatická převodovka     | 0–100 km/h: 6,4 s, VMax: 234 km/h                                                  |
| T-5R (Automat)                                                 | B5234T5 2,3 l 2319 cm³ R5 20v Turbo                                  | Ano (Mitsubishi TD04-15g) | Bosch Motronic 4.3                          | 165 kW / 222 koní, se zvýšením plnicího tlaku na 30 sekund 177 kW / 237 koní. ** | 300 Nm                          | AW42-50LE, 4rychlostní adaptivní automatická převodovka                     | 0–100 km/h: 7,5 s automat, VMax: 245 km/h                                          |
| T-5R (Manuál)                                                  | B5234T5 2.3l 2319 cm³ R5 20v Turbo                                   | Ano (Mitsubishi TD04-15g) | Bosch Motronic 4.3                          | 165 kW / 222 koní, se zvýšením plnicího tlaku na 30 sekund 177 kW / 237 koní. ** | 340 Nm při 2000 ot/min          | M56 5rychlostní manuální                                                    | 0–100 km/h: 6,9 s, VMax: 250 km/h                                                  |
| 850 R (Automat)                                                | B5234T5 2,3 l 2319 cm³ R5 20v Turbo                                  | Ano (Mitsubishi TD04-15g) | Bosch Motronic 4.3                          | 177 kW / 237 koní při 5400 ot/min                                                | 300 Nm                          | AW42-50LE, 4rychlostní adaptivní automatická převodovka                     | 0–100 km/h: 7,4 s automat, VMax: 245 km/h                                          |
| 850 R (Manuál)                                                 | B5234T4 2.3l 2319 cc R5 20v Turbo                                    | Ano (Mitsubishi TD04-16t) | Bosch Motronic 4.4                          | 184 kW / 237 koní při 5400 ot/min                                                | 350 Nm při 2400 ot/min (manuál) | M59 5rychlostní manuální se samosvorným diferenciálem                       | 0–100 km/h: 6,5 s manuál, VMax: 255 km/h                                           |
| TDI                                                            | D5252T 2,5L 2461 cm³ (= VW / Audi 2,5 R5 TDI 85–103 kw) R5 10v Turbo | Ano                       | Bosch MSA 15.7                              | 103 kW / 140 koní                                                                | 290 Nm při 1900 ot/min          | M56 5rychlostní manuální / 4rychlostní automatická převodovka               | 0–100 km/h: 9,9 s manuál, VMax: 200 km/h                                           |